# Пневмоцистна пневмонія
Пневмоци́стна пневмоні́я (пневмоцистоз, ПЦП)  — небезпечна для життя форма пневмонії, яка виникає у людей з ослабленою імунною системою. Одна з поширених опортуністичних інфекцій (ВІЛ-асоційованих інфекцій) при ВІЛ-інфекції/СНІДі.

## Історія відкриття
У 1909 році Карлусом Шагасом було описано невідомий до того часу мікроорганізм Pneumocystis carinii[1][2], виявлений у легенях ссавців, інфікованих Trypanosoma cruzi.[2] Деякий час новий мікроорганізм розглядався як одна з форм розвитку трипаносоми, але у 1912 році Ф. Деланое довів, що описаний Шагасом мікроорганізм не є стадією розвитку американської трипаносоми й запропонував виділити його в окремий вид. У 1942 році була доведена роль P. carinii у виникненні інтерстиціальної плазмоцитарної пневмонії, спалахи якої відмічались у госпіталізованих немовлят (особливо недоношених), у яких було виявлено імунодефіцит. Пізніше було розроблено ефективний препарат для лікування пневмоцистної пневмонії — пентамідин.
Інфекції, збудником яких є P. carinii, зустрічалися дуже рідко до того, як було збільшено застосування імуносупресивних препаратів, особливо в онкології. Збільшення числа пневмоцистних пневмоній призвело до активного пошуку інших препаратів. У результаті У. Хьюз винайшов і довів антипневмоцистну активність ко-тримоксазолу, який незабаром почав широко застосовуватися для лікування та профілактики пневмоцистної пневмонії.
Нова проблема, пов'язана з P. carinii, виникла наприкінці 1970-х років, коли в Центри контролю та профілактики захворювань в США почали надходити звістки про новий синдром — пневмоцистна пневмонія розвивалася у здорових молодих чоловіків, зазвичай гомосексуалів і наркоманів.[3] По суті це була перша згадка про СНІД. Наразі P. carinii згідно з сучасною термінологією це назва виду, який паразитує у пацюків, хоча ним продовжують користуватися і при іменуванні людського патогена.

## Етіологія
Внаслідок численних обговорень і генетико-молекулярних досліджень встановлено, що збудником пневмоцистозу в людини є вид Pneumocystis jirovecii, який належить до царства грибів. Вивчення мітохондріальних білків, основних ферментів (тіміділатсінтази і дигідрофолатредуктази) і нуклеотидної послідовності РНК показало, що P. jirovecii ближче до грибів, ніж до найпростіших, як це вважалося багато років. Вивчення біологічних властивостей P. jirovecii ускладнюється тим, що він не росте в культурі клітин, а тим більше на поживних середовищах. У своєму розвитку він проходить кілька стадій, які певною мірою нагадують такі в деяких найпростіших, утворюючи дрібні поліморфні трофозоїти (1-4 мкм), передцисти і цисти (5-8 мкм). Цисти оточені товстою клітинною стінкою, мають сферичну форму і до 8 спорозоїтів. Трофозоіти є амебоїдними за зовнішнім виглядом і мають одну або більше прозорих сферичних вакуолей і одне ядро в цитоплазмі. Внутрішньоцистні тіла поліморфні, амебоїдні або подовжені. Виявлені декілька штамів цього збудника.

## Епідеміологічні особливості
Природний резервуар та шляхи передачі P. jirovecii людині до кінця не прояснені. Але більша частина лабораторних даних свідчить про те, що пневмоцистоз передається тільки від людини людині. Також встановлено, що P. jirovecii, виділені від людини та різних тварин, генетично гетерогенні, в той час як пневмоцисти, виділені від людей, є спорідненими. Це говорить про неоднорідність групи мікроорганізмів, об'єднаних під назвою P. jirovecii та про тропність різних представників цієї групи до різних тварин і до людини.[4] Результати досліджень показують, що більша частина людей перенесла безсимптомну пневмоцистну інфекцію в перші роки життя. Понад 90 % дорослих та 75 % дітей у віці до 4 років мають антитіла до P. jirovecii.[5]

## Патогенез
Пневмоцистна пневмонія є хворобою людей з імунодефіцитним станом. Нестача клітинного імунітету є найважливішою передумовою виникнення та розвитку хвороби.[6] У більшості хворих на СНІД до моменту першого епізоду пневмоцистної пневмонії кількість CD4+-лімфоцитів становить від 50 до 75/мл, а більш ніж 90 % усіх випадків розвивається при кількості CD4+-лімфоцитів <200/мл крові. У такому випадку ризик захворювання на пневмоцистну пневмонію може сягати 33,3 % протягом трьох років (такі дані є справедливими за відсутності протипневмоцистної профілактики).[7]
Пневмоцистна пневмонія є унікальною хворобою, оскільки навіть у фатальних випадках інфекція рідко виходить за межі легенів. Це пов'язано із вкрай низькою вірулентністю збудника. Однак є дані, що свідчать про ураження кісткового мозку, лімфатичних вузлів, селезінки, печінки, шлунково-кишкового тракту, серця та очей. У більшості таких випадків пневмоцисти є випадковою знахідкою, і лише у деяких перебіг хвороби проявляється клінічно.
За гістологічними ознаками можна виділити три стадії протікання хвороби:
- початкова стадія — характеризується наявністю цист і трофозоїтів, прикріплених до фібронектіна альвеолярної сітки. Для цієї стадії характерна відсутність запалення стінок альвеол та клітинної інфільтрації, а також будь-яких клінічних проявів;
- друга стадія — відбувається десквамація альвеолярного епітелію та підвищення кількості цист всередині альвеолярних макрофагів. На цій стадії можуть з'явитися перші симптоми захворювання;
- фінальна (третя) стадія — характеризується реактивним альвеолітом з інтенсивною десквамацією альвеолярного епітелію, вакуолізацією цитоплазми альвеолярних макрофагів, плазмоцитарною інтерстиціальною інфільтрацією, великою кількістю пневмоцист як у макрофагах, так і в альвеолах.

У перебігу захворювання трофозоїти й детрит накопичуються в альвеолах до їх повної облітерації, порушується синтез сурфактанту. При цьому різко знижується дифузія газів, що призводить до дихальної недостатності.

## Клінічні прояви
Для хворих на СНІД з пневмоцистною пневмонією характерні непродуктивний кашель протягом декількох тижнів, субфебрильна стійка температура тіла. У ВІЛ-негативних пацієнтів захворювання прогресує швидше.

## Діагностика

На оглядовій рентгенограмі органів грудної порожнини візуалізуються затемнення в проєкції нижніх легеневих полів обох легень, що є характерною ознакою пневмоцистної пневмонії

На рентгенограмі органів грудної порожнини можуть виявлятися різноманітні зміни, але також вони можуть бути й відсутніми.[8]
Для виявлення P. jirovecii використовується такий клінічний матеріал:
- харкотиння, що вільно відокремлюється,
- індуковане мокротиння,
- рідина, що отримується під час бронхоальвеолярного лаважу (БАЛ);
- трахеальний аспірат,
- трансбронхіальний біоптат,
- матеріал, отриманий під час відкритої біопсії легенів.

Варто зазначити, що дослідження мокротиння звичайними методами практично не дозволяє досягти візуалізації P. jirovecii у клінічному матеріалі, за винятком використання полімеразної ланцюгової реакції (ПЛР). Окрім цього, існують певні складнощі під час отримання мокротиння, оскільки кашель у хворих на пневмоцистну пневмонію, як правило, непродуктивний.[9]

## Лікування
Основними препаратами для лікування пневмоцистної пневмонії є сульфаметоксазол/триметоприм, пентамідин, триметрексат і атоваквон.
Сульфаметоксазол/триметоприм (ко-тримоксазол) призначається у високих дозах: внутрішньо — 20 мг/(кг на добу) триметоприму та 100 мг/(кг на добу) сульфаметоксазолу (4 прийоми); внутрішньовенно: 15 мг/(кг на добу) триметоприму та 75 мг/(кг на добу) сульфаметоксазолу (4 введення). З 1975 року саме даний препарат найчастіше застосовують для лікування пневмоцистної пневмонії та особливо для її профілактики.[13][14]
Пентамідин (пентамідину ізотионат) є першим винайденим препаратом для лікування пневмоцистної пневмонії.[13] З 1958 по 1962 роки завдяки використанню пентамідину як монотерапії, смертність від захворювання знизилася з 50 до 3,5 %. До 1982 року препарат вводили виключно внутрішньом'язово, а з початком епідемії СНІДу — і внутрішньовенно. Це дозволяло знизити частоту локальних реакцій.[13][14]
Триметрексат повинен прийматися тільки разом з препаратами фолієвої кислоти, оскільки механізм його дії базується на порушенні її синтезу. Триметрексат не можна приймати під час вагітності та годування груддю. Також протягом 6 місяців після закінчення терапії необхідно уникати статевих стосунків через високу тератогенність препарату. За клінічною ефективністю триметрексат трохи поступається ко-тримоксазолу та назначається для лікування легкої та тяжкої форм пневмоцистної інфекції, якщо інші методи терапії неефективні.[15]
Атоваквон є менш токсичним, ніж ко-тримоксазол, але разом з тим і менш ефективним.[14] Механізм дії атоваквону пов'язаний з його структурною подібністю з убіхіноном, який є важливим компонентом дихального ланцюга. Назначається для лікування пневмоцистної інфекції легкого та середнього ступенів тяжкості у пацієнтів, що не переносять ко-тримоксазол.
Розроблюються нові класи протигрибкових антибіотиків, активних по відношенню до P. jirovecii, — пневмокандини та бенаноміцини[джерело?].

## Профілактика
Профілактика пневмоцистної пневмонії є первинною та вторинною. Первинна профілактика служить для попередження першого епізоду захворювання у хворих на ВІЛ-інфекцію. Її слід починати, якщо кількість CD4+- лімфоцитів <200/мл крові. Вторинна профілактика являє собою постійний прийом протипневмоцистних препаратів (найчастіше ко-тримоксазолу та пентамідину) після первинного епізоду пневмоцистної інфекції.[10] Окрім ко-тримоксазолу та пентамідину для профілактики захворювання застосовують також дапсон (у вигляді монотерапії або в комбінації з антифолатами).[11][12] За результатами проведених досліджень, режими профілактики із застосуванням дапсону є ефективними, але токсичними.